# Nissan R89C
La Nissan R89C è una vettura del tipo sport prototipo appartenente al Gruppo C prodotta nel 1989 dalla Nissan.

## Descrizione
La vettura andava a sostituire la precedente serie originale di prototipi sviluppati dalla collaborazione March-Nissan e faceva parte di un nuovo progetto che vedeva un maggiore e più attivo coinvolgimento della Nissan nelle competizioni endurance. 
Sviluppata in collaborazione con la Lola, l'R89C presentava un telaio monoscocca in fibra di carbonio e panelli honeycomb in Kevlar (denominato T89/10 dalla Lola). Il nuovo motore Nissan biturbo VRH35 bialbero da 3,5 litri V8, erogava circa 950 CV.
La R89C ha esordito durante la stagione 1989 del Campionato Mondiale Sportscar, ma a causa di problematiche legate all'affidabilità, ma anche per dovuto al nuovo telaio e motore, la R89C è stata in grado di ottenere punti solo in tre gare, concludendo la stagione al quinto posto nella classifica a squadre. Nello stesso anno alla 24 Ore di Le Mans sono state iscritte tre R89C, ma tutti non sono riuscite a finire la gara a causa di problemi meccanici.
Nel 1990 la R89C ha corso le prime gare, per poi durante la stagione essere sostituita dalla R90CK e dalla R90CP. La R89C comunque venne utilizzata da scuderie private, con la Courage Compétition che riuscì a finire nella 24 Ore di Le Mans del 1990 in 22ª posizione. 
I migliori piazzamenti della vettura sono stati due terzi posti alla 480 km di Spa e Donington Park.